# Canaviais
Canaviais ist eine Gemeinde (Freguesia) im portugiesischen Kreis Évora. In ihr leben 3314 Einwohner (Stand 19. April 2021).